# Our (Jura)
Our település Franciaországban, Jura megyében. Lakosainak száma 148 fő (2022. január 1.). Our La Bretenière, Éclans-Nenon, Étrepigney, Lavans-lès-Dole, Orchamps és Santans községekkel határos.

## Népesség
A település népességének változása:
| Lakosok száma | 104  | 118  | 140  | 161  | 142  | 137  | 140  | 144  | 149  | 148  |
|               | 1968 | 1982 | 1990 | 2006 | 2013 | 2015 | 2017 | 2019 | 2020 | 2022 |